# Vietnamização

O presidente americano Richard M. Nixon cumprimentando oficiais do exército sul vietnamita.

Vietnamização foi uma política da administração do presidente dos Estados Unidos, Richard Nixon, como resultado da Ofensiva do Tet, para "ampliar, equipar e treinar as forças do Vietnã do Sul e atribuir-lhes cada vez mais um papel de combate, ao mesmo tempo com uma redução gradual do número de tropas de combate dos EUA". Isto se referia às tropas de combate norte-americanas especificamente no papel de combate terrestre, mas não rejeitava o combate pelas forças aéreas norte-americanas, bem como o apoio ao Vietnã do Sul, em consonância com as políticas de organizações estrangeiras de assistência militar aos EUA. A desconfiança do governo que havia começado após a Ofensiva do Tet e piorou com a divulgação de notícias sobre soldados norte-americanos massacrando civis em My Lai (1969), a invasão do Camboja (1970) e o vazamento dos Pentagon Papers (1971).
Após a eleição de Nixon em 1968, tornou-se a política dos Estados Unidos. Embora tenha sido uma política deliberada, seu nome foi bastante acidental. Numa reunião em 28 de janeiro de 1969, do Conselho de Segurança Nacional, o Gen. Andrew Goodpaster, o deputado Gen. Creighton Abrams, o comandante do Comando de Militar Assistência do Vietnã, afirmou que o Exército da República do Vietnam tinha vindo a melhorar, e o ponto em que a guerra poderia ser "desamericanizada" estava próximo. Melvin Laird, o secretário de Defesa, concordou com o ponto, mas não com a linguagem: "O que precisamos é de um termo como 'Vietnamização" para colocar em ênfase as questões certas." Nixon gostou imediatamente da palavra de Laird.
A Vietnamização se encaixa na política mais ampla da distensão da Administração Nixon, em que os Estados Unidos deixaram de considerar entre suas estratégias fundamentais como a contenção do comunismo, mas uma ordem mundial de cooperação em que Nixon e seu chefe conselheiro Henry Kissinger eram basicamente os "realistas" nos assuntos mundiais, interessados na mais ampla constelação de forças e as maiores potências. Nixon tinha ordenado a Kissinger que negociasse  política básica entre os chefes de Estado EUA-URSS via Henry Kissinger e Dobrynin, com os acordos em seguida, transferidos para os diplomatas para a implementação. Da mesma forma, Nixon abriu contacto de alto nível com a China. As relações dos EUA com a União Soviética e a China eram vistos por muito como mais importante que o destino do Vietnã do Sul, o que certamente não exclui o Vietnã do Sul de manter a sua própria independência.
Nixon afirmou que a vietnamização teve dois componentes. O primeiro foi o "fortalecimento da força armada do Vietnã do Sul em números, equipamento, liderança e habilidades de combate. O segundo componente foi a extensão do programa de pacificação no Vietnã do Sul". O primeiro era possível, mas levaria tempo.